# Симонян, Рафаэль Размикович
Рафаэль Размикович Симонян (28 июня 1994, Ванадзор, Армения) — боксёр-профессионал армянского происхождения, выступающий в полутяжелой, в первой тяжёлой, и в тяжёлой весовых категориях.
Мастер спорта международной категории. Семикратный чемпион Армении, бронзовый призёр чемпионата Европы среди юниоров (2010) в любителях.
Лучшая позиция по рейтингу BoxRec — 98-я (август 2022), и является 1-м среди армянских боксёров первой тяжёлой весовой категории, — входя в ТОП-100 лучших крузервейтов всего мира.

## Спортивная карьера

### Ранние годы
Рафаэль провел детство в Армении и в России. С детства был активным мальчиком. 

Бокс для Рафаэля семейный вид спорта, так как дедушка был боксёром. 

Боксерскую карьеру начал с 9 лет.

### Любительская карьера
Мастер спорта международной категории.

Семикратный чемпион Армении в тяжелом весе.

Бронзовая медаль чемпионата Европы среди юниоров - Украина, Львов 2010 год.

Чемпионат Европы - Ирландия, Дублин 2011 год.

Чемпионат мира - Армения, Ереван 2012 год.

Бронзовый призер чемпионата мира - Россия 2013 год.

2 место, серебряная медаль Чемпионат мира - Россия 2015 год.

42 Международных турнира.

258 любительских боев из которых 198 побед.

### Профессиональная карьера
Дебютировал среди профессионалов в 2018 году.

Профессиональный рекорд 9-1-0

## Таблица профессиональных поединков
В таблице перечислены результаты всех поединков боксёров.
В каждой строке указан результат поединка. Дополнительно номер поединка обозначен цветом, который обозначает итог поединка. Расшифровка обозначений и цветов представлена в нижеследующей таблице.
| Пример | Расшифровка                     |
| ------ | ------------------------------- |
|        | Победа                          |
|        | Ничья                           |
|        | Поражение                       |
|        | Планируемый поединок            |
|        | Поединок признан несостоявшимся |
| КО     | Нокаут                          |
| ТКО    | Технический нокаут              |
| PTS    | Решение судей (по очкам)        |
| UD     | Единогласное решение судей      |
| MD     | Решение большинства судей       |
| SD     | Раздельное решение судей        |
| RTD    | Отказ от продолжения боя        |
| DQ     | Дисквалификация                 |
| NC     | Поединок признан несостоявшимся |

| Дата боя   | Результат | Соперник                  | Место проведения боя |
| 2021-03-05 | Поражение | Абраам Тебес              | Киссимми             |
| 2020-12-12 | Победа    | Алехандро Густаво Фаллига | Майями               |
| 2020-10-16 | Победа    | Эрик Абраам               | Киссимми             |
| 2019-10-30 | Победа    | Сергей Лучанкин           | Москва               |
| 2018-09-29 | Победа    | Исаак Пааквеси            | Москва               |
| 2018-06-23 | Победа    | Владимир Куваев           | Москва               |
| 2018-05-26 | Победа    | Ярослав Яковский          | Москва               |
| 2018-05-04 | Победа    | Сергей Белошапкин         | Москва               |
| 2018-03-17 | Победа    | Даниэль Негат             | Москва               |
| 2017-08-04 | Победа    | Иван Лисица               | Сочи                 |